# Jean-Paul Danneberg
Jean-Paul Danneberg oder Jean Danneberg (* 8. November 2002 in Darmstadt) ist ein deutscher Hockeyspieler, der 2023 Weltmeister und 2024 Olympiazweiter und 2025 Europameister 

## Sportliche Karriere
Jean-Paul Danneberg war Torhüter des TEC Darmstadt, wechselte aber 2022 über den Mannheimer HC zum KTHC Stadion Rot-Weiss.
Von 2017 bis 2022 nahm er an 42 Länderspielen in den verschiedenen Altersklassen im Junioren-Bereich teil. Seine größten Erfolge waren der erste Platz bei der U19-Europameisterschaft 2021, der zweite Platz bei der U21-Weltmeisterschaft 2021 und ebenfalls der zweite Platz bei der U21-Europameisterschaft 2022. Bei der U21-Europameisterschaft 2022 wurde Danneberg als bester Torhüter des Turniers ausgezeichnet.
Am 27. März 2022 debütierte Danneberg in der Nationalmannschaft. Bis November 2022 kam er in sechs Länderspielen zum Einsatz. Für die Weltmeisterschaft 2023 in Bhubaneswar nominierte der Bundestrainer André Henning Danneberg als Ersatztorwart hinter Alexander Stadler. Stadler hütete das Tor in allen sieben Spielen. Im Viertelfinalspiel gegen das englische Team stand es am Ende Unentschieden und das Spiel wurde im Shootout entschieden. Im Shootout stand Danneberg im Tor und konnte zwei Engländer am Torerfolg hindern, die deutsche Mannschaft erreichte damit das Halbfinale. Nach dem Halbfinalerfolg gegen die Australier trafen die Deutschen im Endspiel auf die belgische Mannschaft, gegen die die Deutschen bereits in der Vorrunde Unentschieden gespielt hatten. Auch das Finale endete unentschieden und für den Shootout kam wieder Danneberg für Stadler ins Tor. Nachdem von den ersten fünf Schützen jeweils zwei an Danneberg und dem belgischen Torwart Vincent Vanasch gescheitert waren, ging der Shootout in die Verlängerung. Während die ersten beiden Deutschen verwandelten, scheiterte Tanguy Cosyns an Danneberg und damit war Deutschland Weltmeister. Bei der Europameisterschaft 2023 in Mönchengladbach verlor die deutsche Mannschaft im Spiel um Bronze gegen die Belgier mit 0:2. Stadler wirkte nur in einem Spiel mit, Danneberg war Stammtorhüter. Bei den Olympischen Spielen 2024 in Paris gewann die deutsche Mannschaft ihre Vorrundengruppe vor den Niederländern, die im direkten Vergleich mit 1:0 bezwungen wurden. Mit einem 3:2 gegen die Argentinier und einem 3:2 im Halbfinale gegen die Inder erreichten die Deutschen das Finale gegen die Niederländer. Nach der regulären Spielzeit stand es 1:1 und dann unterlagen die Deutschen im Shootout. Am 16. August 2025 wurde er mit der deutschen Mannschaft Europameister.
Bis zum 16. August 2024 bestritt Danneberg insgesamt 36 Länderspiele.